# Storia di Sonora

Posizione dello stato di Sonora nel Messico

Lo stato di Sonora è uno dei 31 stati federati del Messico. È diviso in 72 comuni; il capoluogo è Hermosillo. Sonora si trova nel nord-ovest del Messico e confina con gli stati di Chihuahua a est, la Baja California a nord-ovest e Sinaloa a sud. A nord, condivide il confine tra Stati Uniti e Messico con gli stati dell'Arizona e del New Mexico e a ovest comprende una parte significativa della costa del Golfo di California.

## Etimologia del nome
Esistono varie versioni sull'origine del nome Sonora. Una prima corrente afferma che il nome deriva da "Nuestra Señora", il nome dato al territorio quando Nuño Beltrán de Guzmán attraversò il fiume Yaqui il 7 ottobre 1531, il giorno di Nuestra Señora del Rosario (Madonna del Rosario). La pronuncia del nome potrebbe essere cambiata in parte perché nessuna delle lingue indigene dell'area conosce il suono "ñ". Un'altra versione afferma che Álvar Núñez Cabeza de Vaca e il suo equipaggio, sballottato sulla costa della Florida, si fecero strada addirittura fino all'odierna Sonora da nord a sud, portando un'immagine di Nuestra Señora de las Angustias (Nostra Signora dell'Angoscia) su un panno. Questo gruppo si imbatté negli Opata, che non riuscendo a pronunciare "Señora", dicevano invece Senora o Sonora. Una terza versione, scritta da padre Cristóbal de Cañas nel 1730, afferma che il nome deriva dalla parola con cui si indicava un pozzo d'acqua naturale, "sonot" che gli spagnoli alla fine modificarono in Sonora.

Madonna del Rosario, o Nuestra Señora del Rosario, secondo taluni origine del nome Sonora

Non è noto quale di queste versioni sia la più verosimile. Il primo ad usare il nome Sonora fu l'esploratore Francisco Vásquez de Coronado che attraversò il territorio nel 1540, definendo una parte della regione "Valle de La Sonora". Nel 1567, anche Francisco de Ibarra la attraversò, identificandola come "Valles de Señora".

## Epoca pre-ispanica

L'influenza della comunità di Casas Grandes nello stato di Sonora

Le prove dell'esistenza umana nello stato risalgono a oltre 10.000 anni fa, con alcuni dei resti più noti ritrovati nel complesso di San Dieguito nel deserto di El Pinacate. I primi umani a popolare la regione erano cacciatori nomadi che usavano pietre, conchiglie e utensili di legno.
Si ritiene che il più antico sito Clovis in Nord America sia El Fin del Mundo, nella parte nord-occidentale di Sonora, si stima un'occupazione risalente a circa 13.390 anni fa. Nel 2011 sono stati trovati resti di gonfoteriidi e due di essi risultano essere stati feriti da armi umane.
Soprattutto nel periodo preistorico, le condizioni ambientali erano meno proibitive rispetto ad oggi, la vegetazione era simile, ma la sua distribuzione era più ampia e più disparata.
L'agricoltura cominciò a svilupparsi progressivamente dal V secolo a.C. al III secolo in varie aree più o meno vicine alle valli fluviali. La ceramica rinvenuta è datata posteriormente al 750 con caratteristiche differenti tra l'800 e il 1350. Tra il 1100 e il 1350, la regione era sede di villaggi di piccola dimensione ma socialmente complessi e coinvolti in reti commerciali ben sviluppate. Un'eccezione a questi scambi è stata sempre costituita dalla sezione centrale della pianura, che non ha mai veramente visto la nascita dell'agricoltura. Sonora e gran parte del nord-ovest non sono tradizionalmente considerati parte del Mesoamerica, assieme a Guasave nella regione della Sinaloa, l'insediamento mesoamericano più nordoccidentale conosciuto. Sussistono prove di scambi commerciali tra i popoli delle due aree sopraccitate.
Tre culture a distanza si sono sviluppate nelle aree pianeggianti dello stato vicino alla costa, note come Trincheras, Huatabampo e gli abitanti della costa centrale. I primi hanno sicuramente vissuto tra il 750 e il 1450 e sono noti soprattutto per le costruzioni realizzate nell'Altar Valley (odierna Arizona), Magdalena e Concepción, ma rinvenibili dal Golfo della California fino alla Sonora settentrionale. La tradizione prende il nome dalle trincee rinvenute in numerosi siti, la più nota delle quali è "Cerro de Trincheras".
Gli Huatabampo, vissero a sud delle Trincheras, lungo la costa, in siti lungo pozze d'acqua, estuari e valli fluviali. I resti di ceramica rinvenuti ci permette di distinguerli. Questa cultura artistica mostra somiglianze con i Chametla a sud e gli Hohokam a nord. Tale popolazione probabilmente cadde in declino intorno all'XI secolo. A differenza degli altri due principali gruppi etnici, gli Huatabampo preservarono la caccia come principale forma di sostentamento piuttosto che la coltivazione.
I più longevi dello stato erano essenzialmente formate dalle popolazioni stanziatesi sul fiume Sonora e i Casas Grandes. I primi vivevano soprattutto nei pressi della zona di confine con il moderno stato di Sinaloa. Dopo molti secoli di espansione, di tale civiltà se ne perdono le tracce intorno all'inizio del XIV secolo. I Casas Grandes erano situati nei pressi del moderno stato di Chihuahua, e fino a parti della costa di Sonora.
I cambiamenti climatici avvenuti a metà del XV secolo portarono all'aumento della desertificazione di Sonora e del Messico nord-occidentale in generale, questa fu la più plausibile causa della drastica riduzione del numero e della dimensione degli insediamenti. Quei popoli che rimasero nell'area tornarono in maniera lenta a riorganizzarsi e ad adattarsi alla nuova situazione dovuta al calo delle piogge. Ad ogni modo, qualsiasi nucleo organizzativo socialmente complesso esistito a Sonora prima che gli spagnoli arrivassero, era già da tempo scomparso.

## Periodo coloniale

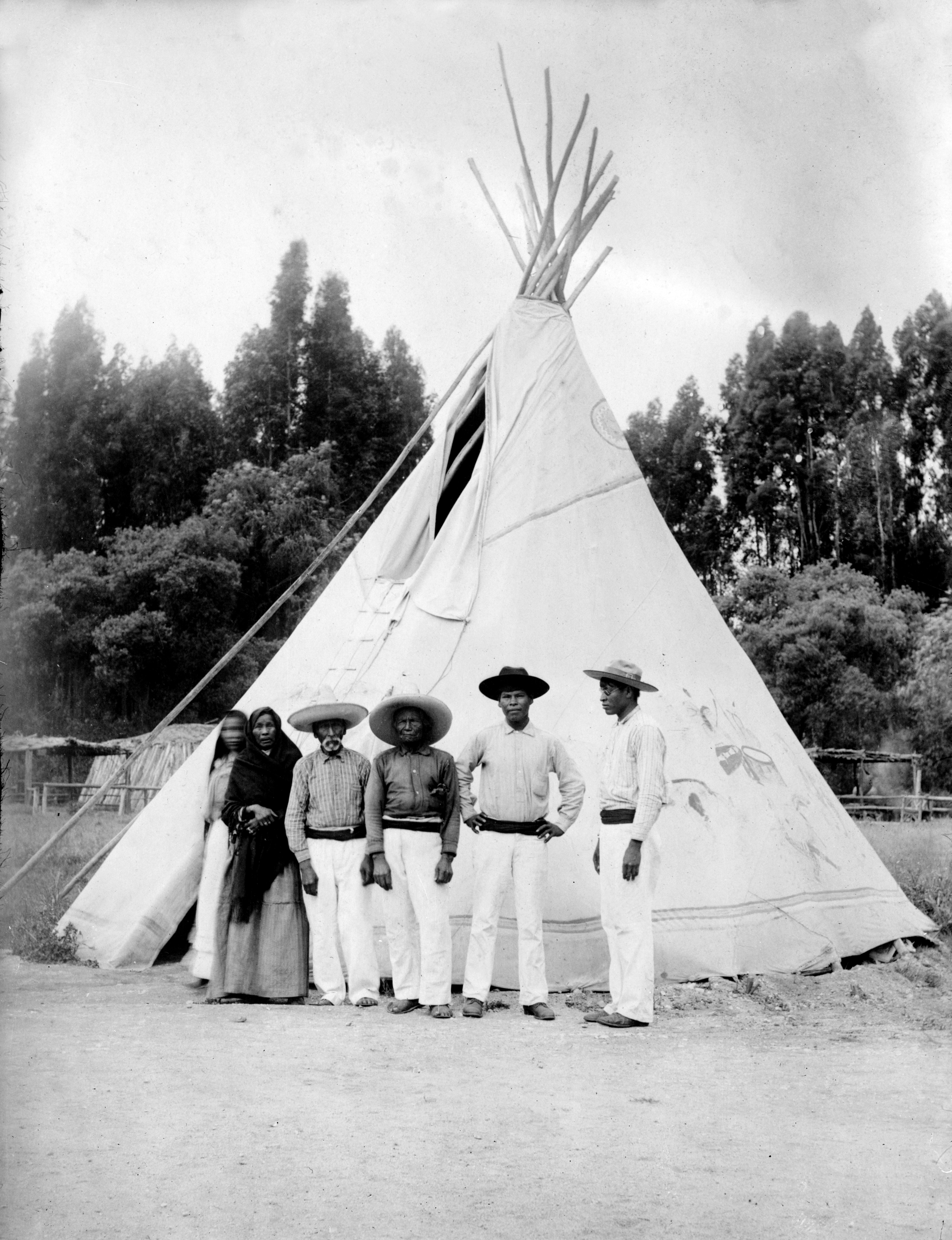
Indiani Yaqui, noti per la costante resistenza agli estranei, compresi i coloni europei

Ci sono poche informazioni affidabili sui primi anni della Sonora coloniale, soprattutto poco dopo la conquista spagnola dell'Impero azteco. La regione fu esplorata con alcune spedizioni del XVI secolo e se ne dedusse che non sarebbe stato possibile costituire un insediamento spagnolo permanente senza un'adeguata pianificazione. Nonostante una spedizione di Nuño Beltrán 
de Guzmán, avesse attraversato il fiume Yaqui nel 1531, non venne stabilito nessun insediamento. Alcuni affermano che il primo insediamento spagnolo fu fondato da Álvar Núñez Cabeza de Vaca nel 1530, vicino a Huépac. Altri affermano che Francisco Vásquez de Coronado fondò un villaggio sul fiume Yaqui nel 1540 lungo il suo percorso verso nord. Altri affermano che la prima presenza spagnola va datata non prima del 1614 e va attribuita ad alcuni missionari come Pedro Méndez e Pérez de Rivas, nel tentativo di convertire i Mayo. A differenza del Messico centrale, i nuclei abitativi erano come detto molto disparati e non centralizzati e nessuno di questi era interessato ad unirsi agli spagnoli. In particolare, gli Yaqui resistettero all'intrusione europea nelle loro terre fino al XVII secolo.
La presenza di missionari non fu irrilevante: i sacerdoti gesuiti iniziarono ad operare nell'area di Sonora dal 1610 circa, nelle pianure vicino alla costa. Inizialmente, i missionari giunsero ad un compromesso pacifico con 30.000 Yaqui che permisero la costruzione di oltre cinquanta strutture nelle valli scavate dal fiume Sonora. Il clima peggiorò quando i gesuiti si opposero ai nativi sciamani che dicevano di essere il tramite tra i vivi e i morti. Gli Opata furono coloro che assimilarono e furono più influenzati dalle azioni compiute dai missionari e li tollerarono. Successivamente, i religiosi iniziarono a trasferirsi nei territori abitati dai Pima e dai Tohono O'odham. L'esplorazione e il lavoro dei missionari furono sufficienti perché il territorio fosse considerato parte della Nuova Spagna. Un accordo tra il generale Pedro de Perea ed il viceré della Nuova Spagna portò alla nascita della provincia, inizialmente nominata Nueva Andalucia nel 1637, poi ribattezzata Sonora nel 1648.
Il missionario più famoso di Sonora, così come gran parte di quello che oggi è il sud-ovest degli Stati Uniti, fu l'italiano Francesco Chini. Egli giunse nello stato nel 1687, iniziando a spostarsi nell'area di Pimería Alta e poi in Arizona. Iniziò la sua prima missione a Cucurpe, e successivamente in altri villaggi come Los Remedios, Imuris, Magdalena, Cocóspera, San Ignacio, Tubutama, Caborca e altri insediamenti ancora. Si dimostrò anche istruttore, tentando di far apprendere tecniche agricole europee agli indigeni a cui predicava, al fine di rendere più florida un'economia.
A suscitare l'attenzione degli spagnoli per Sonora furono i fertili terreni agricoli siti lungo le valli fluviali. e la sua posizione geografica che collegava I boscosi altopiani messicani centrali (area di Città del Messico) lungo la costa del Pacifico con l'Arizona a nord. Il corridoio viario sfruttato dagli spagnoli è seguito ancora oggi dalla Carretera Federal 15, la "A15" del Messico. Dopo i missionari, a giungere nella regione furono i coloni spagnoli, la risposta indigena fu un mix tra pace e violenza, poiché strategie diverse furono impiegate per diversi gruppi in momenti differenti. Le violenze più volte verificatisi, continuate per tutto il periodo coloniale, portarono alla realizzazione di diverse fortificazioni. Sebbene questi assalti non furono traumatici come in altre regioni, furono comunque in grado di avere impatto sugli indigeni dell'area, sconvolgendone la calma che nel corso dei secoli aveva contrassegnato Sonora e forzando i locali a riunirsi in gruppi comuni. Ciò portò anche alcuni ad assumere abitudini nuove, tra cui l'alcolismo.
Nel 1691, quelli che ora sono gli stati di Sonora e Sinaloa furono riuniti amministrativamente nelle Provincias de Sonora e nell'Ostimuri y Sinaloa. Tale situazione rimase immutata fino al 1823. Poco prima del 1700, c'erano circa 1.300 coloni spagnoli nella zona. La colonizzazione aumentò in modo progressivo lungo il XVIII secolo, in particolare, dal 1700 al 1767, ossia quando furono scoperti depositi di minerali, specialmente ad Álamos. Ciò costrinse molti indigeni ad abbandonare i propri possedimenti. La perdita dei terreni lungo il fiume Yaqui e il Mayo portò a ribellioni di nativi durante questo periodo. Una grossa rivolta fu messa in atto dai Seri nell'areale costiero tra il 1725 e il 1726; tuttavia, la più grande fu messa in atto dagli Yaqui e dai Mayo tra il 1740 ed il 1742 con l'obiettivo di espellere definitivamente gli spagnoli. Parte della ragione della ribellione fu dovuta al fatto che i gesuiti e gli spagnoli laici stavano sfruttando gli indigeni. Un'altra ribellione dei Seri avvenne nel 1748, con il supporto dei Pima e dei Tohono O'otham e perdurò fino al 1750, contribuendo a rendere la situazione geopolitica particolarmente instabile. I messicani del nord erano col tempo divenuti a livello etnico per metà indigeni e per metà spagnoli: nella sola Sonora, viveva circa 1/4 della popolazione indigena. Nel 1767, il re di Spagna espulse i gesuiti dai territori controllati dagli spagnoli, ponendo fine alla rete missionaria messa in piedi più di un secolo prima.

## Indipendenza
L'era coloniale si concluse con la guerra d'indipendenza messicana scoppiata nel 1810 e terminata nel 1821, nonostante Sonora non fu direttamente coinvolta dal conflitto. L'indipendenza, pertanto, giunse solo perché effetto di un evento esterno. L'ex provincia di Sonora, Ostimuri y Sinaloa, fu divisa nel 1823 per formare gli stati di Sonora e Sinaloa: come capoluogo del primo si scelse Ures. Tuttavia, i due territori furono riuniti di nuovo nel 1824 fino al 1830, nonostante il fatto che Sonora figurasse esplicitamente come stato nella Costituzione del Messico del 1824. Sonora fu nuovamente separata nel 1831, quando fu redatto il suo primo statuto regionale, che selezionò stavolta Hermosillo come centro principale. Nel 1832, vi fu un nuovo spostamento, selezionando Arizpe. Le lotte tra conservatori, che volevano un governo centralizzato, e liberali, che volevano un sistema federalista, detta Guerra di riforma, colpirono lo stato nel XIX secolo. Nel 1835 fu istituito un governo basato su quelle che erano chiamate Bases Constitutionales (Basi costituzionali), seguite dalle Siete Leyes Constitutionales (sette leggi costituzionali), che rimasero in vigore fino al 1837. Ma nel dicembre dello stesso anno, il Generale José de Urrea proclamò ad Arizpe il ristabilimento della Costituzione del 1824, inizialmente supportato dall'allora Governatore Manuel Gándara. Tuttavia, per il resto del secolo, Gándara e i successivi governatori avrebbero sostenuto un governo centralizzato, portando all'instabilità politica nello stato. Nel 1838 la capitale fu spostata di nuovo ad Ures.
Le fertili terre dei Mayo e degli Yaqui continuarono ad attrarre messicani, spagnoli e nordamericani durante il XIX secolo. L'area fu inoltre soggetta a un processo di immigrazione di cittadini europei (tedeschi, italiani e russi) e medio-orientali principalmente libanesi o siriani), oltre che consistenti gruppi di cinesi alla fine del secolo, che portò a nuove coltivazioni agricole, nuove estrazioni minerarie, nuovi allevamenti di bestiame, sviluppo dell'industria, ampia produzione metallurgica e tessile.
La guerra messico-statunitense portò ad un grande scontro militare tra le due forze in conflitto e le conseguenze sarebbero state gravi per lo stato. Nell'ottobre del 1847, la corazzata USS Cyane assediò la baia di Guaymas, portando al controllo degli statunitensi di questa parte di costa da allora fino al 1848. Quando la guerra finì, Sonora perse 339.370 ettari del suo territorio a favore degli Stati Uniti a seguito del trattato di Guadalupe Hidalgo. Inoltre, la guerra danneggiò sensibilmente l'economia dello stato. La Sonora messicana sarebbe stata di dimensioni ancor più ridotte negli anni 1850, dopo l'Acquisto Gadsden. Prima della guerra, Sonora era la più grande regione del Messico. La debolezza dell'area immediatamente dopo la guerra la rese vulnerabile ai bucanieri quali William Walker, Gaston de Raousset-Boulbon e Henry Alexander Crabb che attaccarono porti quali Guaymas e Caborca. Tuttavia, la maggior parte degli attacchi furono respinti. L'economia non si sarebbe assestata se non alla fine del 1850, quando Ignacio Pesqueira divenne governatore e attirò investimenti stranieri nello stato, specialmente nel settore minerario e si ingegnò per sviluppare il mercato all'estero per i prodotti agricoli.
Durante l'intervento francese in Messico, Sonora fu invasa dalle truppe francesi come parte del progetto volto a nominare come monarca in Messico Massimiliano I. Il porto di Guaymas fu attaccato dalle forze armate condotte da Armand Castagny, costringendo le forze messicane di Pesqueira e il generale Patoni a ritirarsi a nord della città. Le truppe francesi attaccarono di nuovo i messicani in un posto chiamato La Pasión, provocando di nuovo una sconfitta per la resistenza messicana. I francesi risultarono vittoriosi fino alla battaglia di Llanos de Ures nel 1866 da Pesqueria, Jesús García Morales e Ángel Martínez. Poco dopo, l'attuale costituzione dello stato fu scritta nel 1871 e la capitale di Sonora sarebbe stata trasferita in modo permanente a Hermosillo.

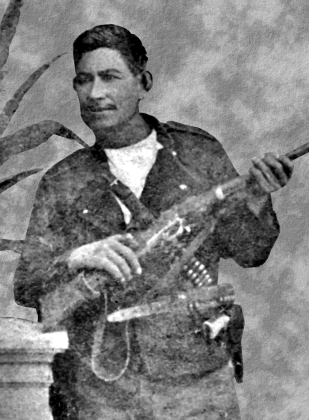
Cajemé, guida della resistenza Yaqui

Durante il regime di Porfirio Díaz durato dal 1800 al 1900, furono promossi importanti cambiamenti economici. Questi favorirono una rapida ricrescita che avrebbe avuto conseguenze sociali e politiche di vasta portata. Sonora, assieme al resto degli stati di confine settentrionali, aumentò la sua importanza grazie allo sviluppo di un sistema ferroviario che avrebbe giovato all'economia Sonora/Messico. Dopo il 1880, il sistema ferroviario fu realizzato fino al confine con gli Stati Uniti, ancora oggi importante bretella per le relazioni economiche dei Paesi. Tuttavia, vi furono anche dei risvolti negativi: la rapida ascesa suscitò interesse da parte di messicani e stranieri abbienti che furono in breve tempo in grado di divenire proprietari di enormi appezzamenti. Per fare un esempio, Guillermo Andrade controllava solo nello stato di Sonora 1.570.000 ettari; Manuel Peniche e l'americano William Cornell Green ne contavano circa 500.000. I proprietari di industrie straniere tendevano anche ad attirare lavoratori stranieri, anche dall'Asia. Ben presto i cinesi divennero un soggetto economico man mano più rilevante a seguito della formazione di piccole e poi medie imprese.
Lo sfruttamento intensivo delle terre per l'agricoltura e per l'estrazione mineraria esercitò una nuova pressione sugli Yaqui e su altri popoli nativi di Sonora. Fino a quel momento, la resistenza Yaqui aveva permesso il controllo abbastanza autonomo di una parte dello stato che aveva mantenuto un proprio sistema agricolo lungo il fiume Yaqui. L'invasione di questa terra portò a nuove rivolte e guerriglie da parte degli Yaqui dopo il 1887. Nel 1895, i governi federali e statali iniziarono a reprimere violentemente gli Yaqui e iniziarono a espellerli dopo averli catturati inviandoli nelle piantagioni del Messico 
meridionale, ben diverso dalla realtà desertica di Sonora (in particolare quelle di henequen nella Penisola dello Yucatán). La resistenza continuò nel 1900, con le espulsioni che raggiunsero un picco tra il 1904 e il 1908, quando ormai circa un quarto di questa popolazione era stata allontanata. Altri ancora furono costretti a fuggire in Arizona.

## XX secolo

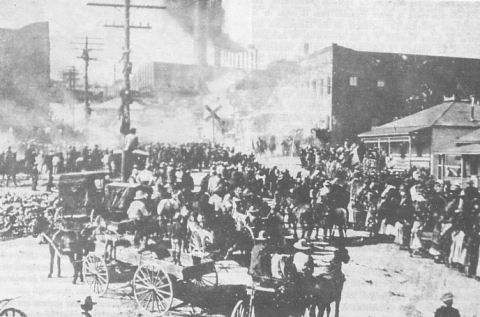
Immagine dello sciopero dei minatori di Cananea del 1906

Le politiche del governo di Díaz non solo causarono risentimento tra gli Yaqui, ma anche in tutta Sonora e nel Paese. Uno dei preludi alla Rivoluzione messicana fu lo sciopero dei minatori di Cananea del 1906, con cui si intendevano intavolare trattative con il proprietario della miniera William Greene per migliori condizioni lavorative, ma che rifiutò di incontrare i circa 2.000 rivoltosi. Lo sciopero divenne subito violento quando i ribelli cercarono di prendere il controllo della miniera. Greene fece appello alle truppe federali, ma quando divenne lampante che queste non avrebbero potuto arrivare in tempo, fece appello al governo locale dell'Arizona e di Sonora per consentire a chi lo avesse voluto di aiutare a reprimere. La notizia di tale richiesta ingenerò nuovi tumulti. Quando le truppe federali messicane giunsero dal sud due giorni dopo, misero fine alle manifestazioni brutalmente, eseguendo i capi sospettati di aver architettato la sommossa. La repressione dello sciopero terminata nel sangue fomentò il risentimento contro Diaz, innescando altri scioperi in altre aree.

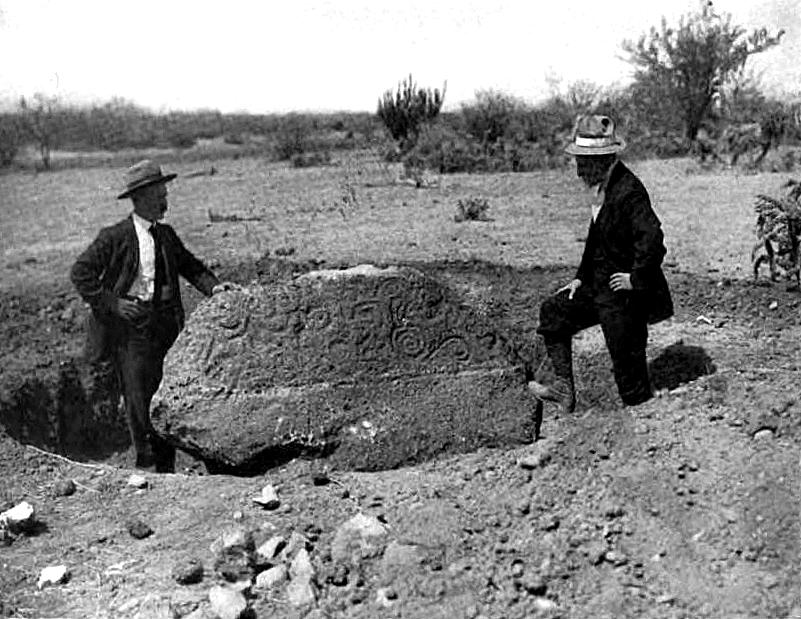
La roccia Esperanza. Fu ritrovato dal maggiore Frederick Russell Burnham, a sinistra in foto, nella valle di Yaqui nel 1908. A destra, Charles Frederick Holder

Nel 1906, il maggiore Frederick Russell Burnham, celebre esploratore ed esploratore americano (pioniere dei boy scout, giunse a Senora in cerca di risorse minerarie. Fu lì che incontrò il naturalista Charles Frederick Holder e i due uomini convennero nel sostenere la necessità di realizzare il primo progetto di irrigazione del fiume Yaqui: fecero anche scoperte archeologiche di ciò che credevano essere resti di civiltà Maya nella regione, compresa la cosiddetta roccia Esperanza. Burnham pensava che una diga avrebbe potuto fornire acqua per tutto l'anno ad un terreno già ricco di sedimenti. Riuscì ad acquistare i diritti per sfruttare l'acqua e poco più di un km² di suolo, poi contattò un vecchio amico dall'Africa, John Hays Hammond, di cui aveva seguito i suoi studi: decise dunque di fare un grande passo acquistando poi ben 3.600 km² di terreno, un'area di dimensioni poco minori della Valle d'Aosta. Alla fine del 1910, la Rivoluzione messicana scoppiò in maniera irrefrenabile e Díaz fu rapidamente deposto. Il resto della guerra avrebbe determinato il prossimo leader della nazione. L'allora governatore di Coahuila, Venustiano Carranza, cercò rifugio a Sonora e divenne uno dei principali attori durante il resto della guerra, con la sua principale base operativa a Hermosillo. Un discreto numero di rivoluzionari che si unirono a Carranza a Sonora non provenivano da contesti contadini, essendo invece proprietari di fattorie (haciendas) o di mulini, negozianti o maestri di scuola, contrari ai grandi latifondisti e all'élite porfiriana. Burnham condusse una squadra di 500 uomini a guardia delle proprietà minerarie di proprietà di Hammond, J.P. Morgan e della famiglia Guggenheim in Sonora. Tuttavia, l'inizio della rivoluzione messicana modificò i loro piani. Dopo che Díaz fu deposto, Carranza entrò in lizza per il potere contro Álvaro Obregón e non solo. Gli Yaqui si unirono alle forze di Obregón dopo il 1913. Sullo schema di insediamento messo in atto dagli statunitensi verso la fine dell'Ottocento e poi fallito con le varie rivolte, il professor Richard H. Bradford lo ha definito "una combinazione di problemi indiani, lo sviluppo lento ma costante del processo rivoluzionario messicano e delle linee guida tutt'altro che chiare di Washington DC, eliminarono ogni prospettiva di colonizzazione del nord del Messico".
Nel 1920, Carranza divenne presidente del Messico, ma dovette fronteggiare Obregón e i suoi sostenitori. Carranza cercò di sopprimere l'opposizione politica a Sonora, che portò al piano di Agua Prieta, un manifesto firmato quell'anno per rendere pubblici allo Stato Obregón e le sue spalle (i nomi più altisonanti erano Abelardo L. Rodríguez, Benjamín Hill e Plutarco Elías Calles). Questo movimento presto si inserì nello scenario politico, causando una grande instabilità. Obregón riuscì infine a depositare Carranza e a diventare il successivo presidente del Messico. Per le elezioni presidenziali del 1924, Obregón scelse Plutarco Elias Calles per succedergli, già leader rivoluzionario di Sonora. Fu in tal modo che fu posta fine alla guerra, ma le ostilità furono distruttive per l'economia di Sonora. Dal 1920 ai primi anni '30, quattro sonorensi formavano parte della presidenza messicana: Adolfo de la Huerta, Obregón, Calles e Rodríguez.
Come precedentemente asserito, gruppi più o meno nutriti di cinesi giunsero per la prima volta a Guaymas alla fine del XIX secolo, insediandosi innanzitutto lì e a Hermosillo. Nel corso dei decenni successivi, sarebbero numericamente cresciute le comunità di orientali e lo sviluppo delle imprese gestite da questi. Queste attività spaziavano su vari settori, dalla produzione alla vendita al dettaglio di quasi ogni tipo di merce. I cinesi di Sonora riuscirono a destreggiarsi a tal punto nello scenario messicano, da essere anche in grado di spostarsi in altri stati confinanti o più lontani per affari. Nel 1910, la popolazione cinese a Sonora ammontava a 4.486 su una popolazione totale di 265.383, rendendoli la più numerosa comunità straniera nello stato, con gli statunitensi al secondo posto con 3.164 cittadini. Coloro che erano giunti in Messico erano soprattutto di sesso maschile, contandosi solo 82 donne sempre nello stesso anno. La popolazione cinese raggiunse l'apice nel 1919, attestandosi a 6.078 persone.
Un risentimento contro il successo cinese iniziò e aumentò bruscamente durante la Rivoluzione messicana poiché molti cinesi prosperarono nonostante la guerra e gli attacchi subiti. La prima sommossa anti-cinese a Sonora fu avviata nel 1916, a Magdalena. Una campagna più organizzata iniziò nel 1925, durante la quale fu chiesta la loro espulsione dallo stato. Gli allontanamenti di massa furono perlopiù effettuati negli stati di Sonora e Sinaloa. Alcuni cittadini furono deportati direttamente in Cina, mentre molti altri furono costretti a spostarsi negli Stati Uniti, anche se le leggi cinesi sull'esclusione erano ancora lì in vigore. Il governatore di Sonora Rodolfo Elias Calles fu responsabile dell'espulsione della maggior parte delle famiglie cino-messicane nel territorio degli Stati Uniti. Nonostante i problemi diplomatici che tale evento comportò, Elias Calles non smise di cacciare queste famiglie fino a quando lui stesso non fu allontanato per il suo operato. A quel punto però ormai il suo piano politico era stato realizzato e pressoché tutti i residenti di etnia cinese in Sonora erano un ricordo. Nel censimento del 1940, se ne contavano solo 92 e più dei 2/3 possedevano la cittadinanza messicana. Una delle conseguenze di questi allontanamenti comportò un forte danno al commercio locale.
Gli sforzi di modernizzazione e sviluppo economico iniziati da Díaz furono poi ripresi durante la Rivoluzione e proseguirono per tutto il resto del XX secolo. Alla fine del XIX e all'inizio del XX secolo, la realizzazione delle forniture elettriche fecero aumentare notevolmente la domanda di rame, il che condusse ad un utilizzo molto attivo delle miniere a Sonora e nella vicina Arizona. Cananea crebbe molto rapidamente passando da 900 a circa 25.000 abitanti. Si procedette poi a costruire un'adeguata rete stradale e potenziare le tratte ferroviarie già esistenti dagli e verso gli USA. La crescita industriale e agricola del Messico fu arrestata verso la fine degli anni Venti del XX secolo a causa della Grande depressione e di altri sconvolgimenti politici.
Negli anni '30, Sonora beneficiò di una serie di politiche nazionali volte a potenziare le città al confine con gli Stati Uniti e a costruire una serie di dighe per aiutare a sviluppare l'agricoltura e l'afflusso idrico generale. Importanti riforme agricole furono avviate negli anni '40 nei dintorni del fiume Mayo, dove il delta fu liberato dalla vegetazione naturale e trasformato in terreno agricolo ove possibile. L'acqua per queste fattorie poteva inoltre giungere anche della diga di Mocúzari a circa 24 km da Navojoa. Le operazioni di modificazione del paesaggio naturale furono completate nel 1951, con la costituzione di un elaborato sistema di canali, pozzi e autostrade che permettevano collegamenti e commerci più veloci.

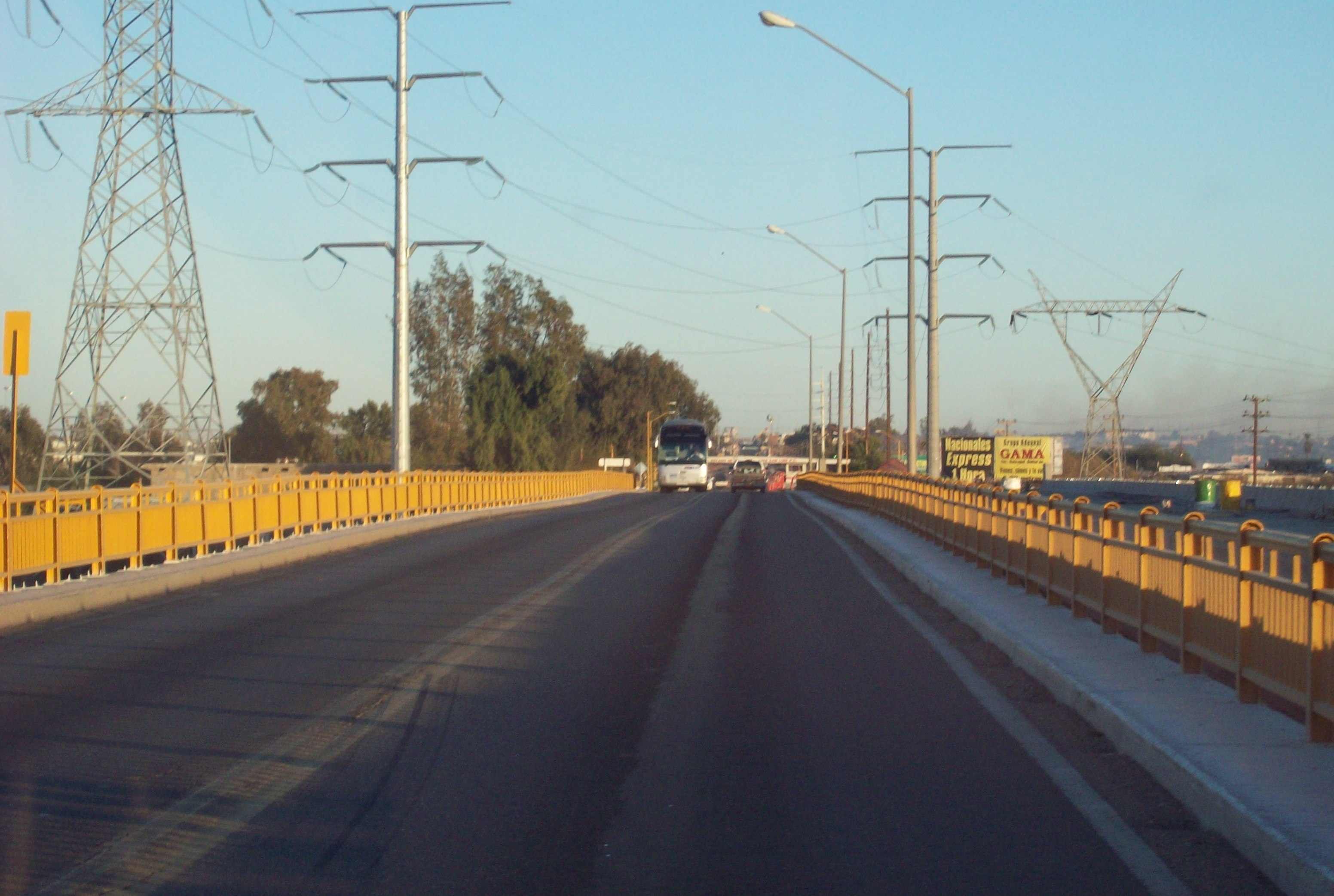
Ponte sul fiume Colorado

Nell'ultima metà del XX secolo, la popolazione dello stato è aumentata e gli investimenti stranieri sono cresciuti per via della sua posizione strategica lungo il confine e del florido porto di Guaymas. Più di 200 imprese nazionali e internazionali si sono recentemente trasferite nello stato. Ciò ha consentito lo sviluppo di infrastrutture ancor più moderne tra cui nuove autostrade, porti e aeroporti, rendendo lo stato uno dei migliori collegati nel paese. Nel 1964, fu costruito un ponte sul fiume Colorado per collegare Sonora con la vicina Baja California. Un settore importante dell'economia è divenuta l'industria automobilistica, dopo la costruzione dello stabilimento della Ford a Hermosillo e un numero di impianti di assemblaggio chiamati maquiladoras al confine con gli Stati Uniti.  Altro punto di forza è il turismo, in particolare lungo la costa a Puerto Peñasco, con un numero di visitatori in costante aumento.
Per gran parte del XX secolo, il Messico è stato amministrato da un partito politico, il Partito Rivoluzionario Istituzionale (PRI). Il malcontento per questo monopartitismo divenne irresistibile negli stati settentrionali del Messico, inclusa Sonora. Nel 1967, un gruppo politico in competizione, il Partito Azione Nazionale (PAN), vinse le elezioni comunali a Hermosillo, il capoluogo dello stato. Il PAN ottenne ulteriori vittorie municipali nello stato nel 1983. La crescente forza del PAN negli anni '80 costrinse il PRI a nominare candidati con curricula simili, ossia dirigenti d'azienda di successo che promuovevano la liberalizzazione economica, preferita nel nord del Paese rispetto alla statica politica finanziaria di Città del Messico. Il PRI vinse le elezioni nello stato federale di Sonora nel 1985, ma fu pesantemente contestato per reati di frode. Negli anni '90, ne nacque una controversia giudiziaria che suscitò un grande clamore mediatico tra i sonorensi. Questo, insieme ad altri eventi nel paese, portò al capolinea del "sistema a partito unico" quando Vicente Fox fu eletto presidente nel 2000. Da allora il PAN riuscì a vincere e amministrare in gran parte del nord del paese, sebbene Sonora fu governata da quel partito nel XXI secolo solo dal 2009 con Guillermo Padrés Elías.

## Le problematiche sul confine tra USA e Messico

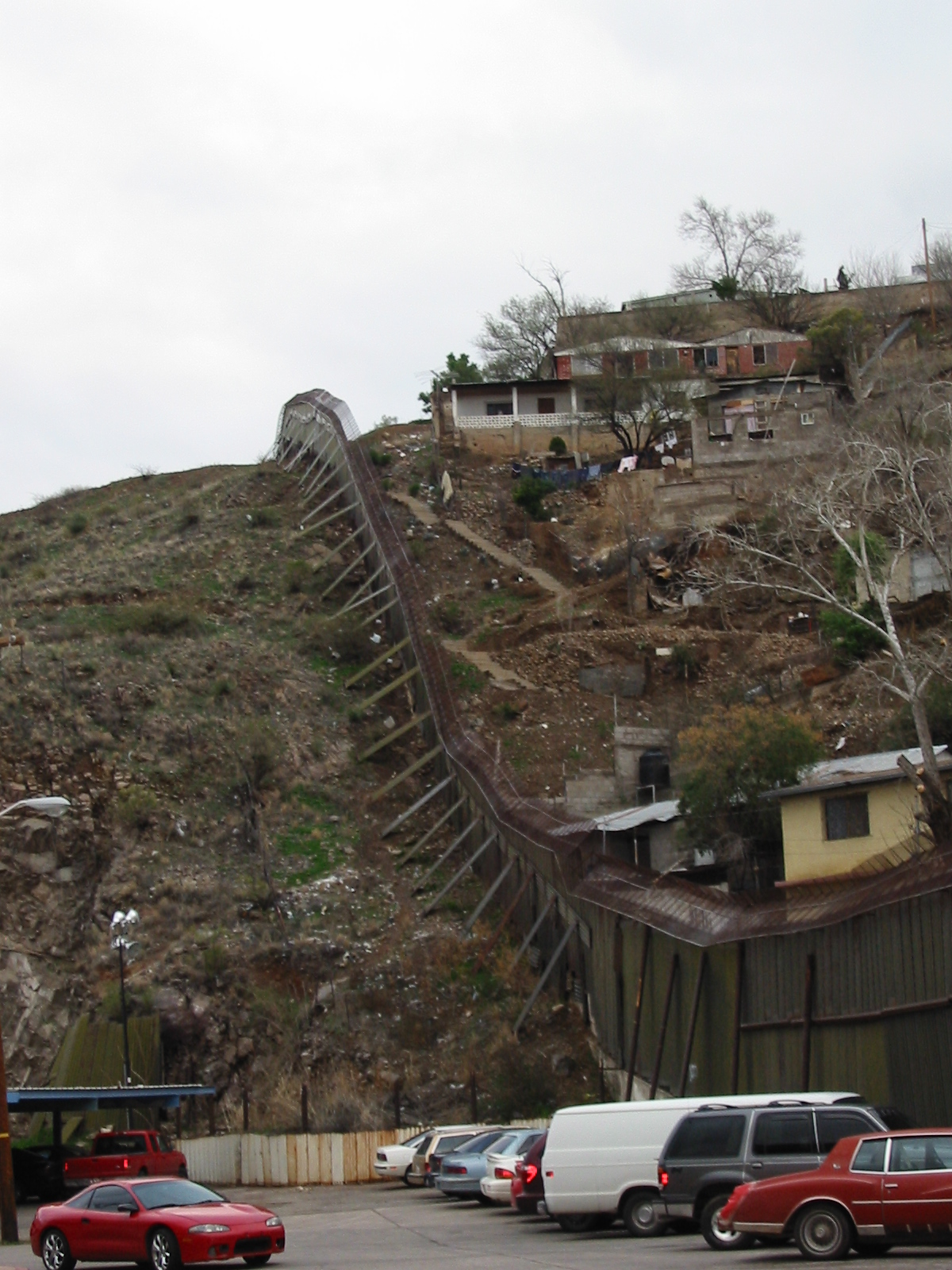
Barriera all'altezza del confine di Nogales

Il confine di Sonora con l'Arizona ha assunto un ruolo precipuo dal 2000, con l'aumento dei valichi di frontiera illegali e del traffico di droga, in particolare attraverso zone rurali come Naco, sito su una delle principali rotte verso gli Stati Uniti. A partire dagli anni '90, l'aumento delle pattuglie di frontiera e la costruzione di recinzioni in lamiera ondulata e reti metalliche in California e Texas hanno drasticamente tagliato i valichi di frontiera in questi due stati. Ciò ha costretto gli immigrati clandestini a spostarsi attraverso le aree più pericolose del deserto dell'Arizona e del New Mexico, da allora spesso scenario di attraversamenti illegali. Molti migranti ora preferiscono attraversare il confine con l'Arizona tra Agua Prieta e Nogales: la sopraccitata Naco rientra tra le rotte preferite per i cosiddetti "coyote" (chiamati anche polleros o enganchadores) o dei contrabbandieri che si offrono di accompagnare i migranti. Ci sono rifugi per migranti e hotel nelle città di confine che ospitano e incoraggiano consapevolmente la presenza di chi aspetta di giungere in Arizona. Fornire alloggio ai migranti è un business in crescita a Naco e in altri punti di frontiera, dove la tariffa per notte a persona è compresa tra i 200 e i 300 pesos. Molti di questi alloggi ospitano però individui che non possono attraversare il confine. Un chiaro esempio di questi edifici divenuto famoso nella cronaca locale è l'Hospedaje Santa María, un edificio palesemente in rovina a due piani.
Il 45% degli episodi di cronaca nera riguardanti migranti si sono verificati sul lato statunitense del confine dell'Arizona. Secondo le autorità arizonane, il 2010 è stato un anno record per i decessi registrati, che hanno toccato quota 252 corpi ritrovati, molti dei quali deceduti nel deserto tra il New Messico e il confine tra Baja California e California. Questa cifra ha battuto il precedente triste primato di 234 morti nel 2007 e che avevano raggiunto la quota di quasi 2.000 individui dal 2001. Tuttavia, i funzionari messicani affermano che le cifre sono ben più alte, parlando di oltre 400 morti nei deserti dell'Arizona nel solo 2005. Nel 2006, il Messico ha iniziato a distribuire mappe dell'Arizona ai messicani fermi nelle città di confine di Sonora con l'intenzione di espatriare illegalmente. Il governo messicano ha dichiarato che la ragione per cui le mappe sono state affidate era di voler aiutare i cittadini ad evitare aree pericolose che avevano causato diversi morti per via del caldo del deserto.
Le problematiche dell'immigrazione e del traffico di stupefacenti hanno impattato anche lo stile di vita di molti abitanti delle città di confine, come già detto, ma hanno inciso anche su coloro che non sono riusciti a passare negli USA. Alcune di queste persone hanno rinunciato facendo ritorno al sud del Messico oppure hanno deciso di rimanere nello stato di Sonora e ottenere un lavoro con cui finanziare un altro tentativo di espatrio. La presenza massiccia di migranti ha messo a dura prova i servizi medici locali presenti, rivelatisi col tempo insufficienti a fronteggiare queste ondate migratorie. I muri eretti, che hanno bloccato gran parte degli attraversamenti illegali in Texas e California, sono stati costruiti anche su porzioni del confine dell'Arizona, in particolare tra le due Naco e le due Nogales. Il muro di Naco è alto 4 metri ed è realizzato in acciaio. Attualmente si estende per 7,4 km, ma si ipotizza di estenderlo per altri 40 km. La sicurezza in tale luogo è stata ulteriormente rafforzata dopo l'11 settembre 2001. La Pattuglia di frontiera statunitense ha asserito che tale costruzione ha contribuito a rendere migliore la sorveglianza, anche tramite l'ausilio di telecamere preposte e posizionate nei dimezzati valichi di frontiera della regione. A seconda della prospettiva da cui si guarda il muro, le sensazioni risultano al riguardo contrastanti.
La violenza legata al traffico di droga al confine e nel Messico intero ha reso più fragile il turismo, importante segmento dell'economia di Sonora come per il resto del Paese. Le truppe federali di stanza a Sonora sono state impegnate talvolta nella repressione di episodi di violenza. Si teme anche che per via delle precarie condizioni di stabilità vi siano stati casi di violazione dei diritti umani. Dal 2005, Città del Messico ha avviato una serie di campagne pubblicitarie per rassicurare gli arizoniani sul fatto che è sicuro attraversare il confine.